# Chicago Tribune
De Chicago Tribune is een van de grootste Amerikaanse dagbladen. De krant draagt een sterk liberaal en moralistisch gedachtegoed uit. De filosofie van de krant wordt toegelicht in het zogenoemde Statement of principles.

## Geschiedenis
De Chicago Tribune werd voor het eerst uitgegeven op 10 juni 1847, onder de naam The Tribune. Tussen 1855 en 1861 werden drie andere kranten uit Chicago overgenomen. Op 25 oktober 1860 werd de naam gewijzigd in Chicago Daily Tribune. Na de Tweede Wereldoorlog werd de naam ingekort tot Chicago Tribune.
De Chicago Tribune kwam zelf ook meerdere malen in het nieuws:
- Op de dag van de Amerikaanse presidentsverkiezingen 1948 hield de krant een telefonische enquête om de uitslag te voorspellen.[bron?] Op basis van dit onderzoek werd Thomas Dewey uitgeroepen tot winnaar. De krant verscheen op 2 november 1948 met de paginabrede kop "Dewey defeats Truman". Later die dag zou echter blijken dat Harry S. Truman de verkiezingen gewonnen had.
- Toen in 1974 de tekst van de Watergate-tapes werd vrijgegeven wist de Chicago Tribune deze eerder te publiceren dan de Amerikaanse overheidsdrukkerij.
- Een week later meldde de krant van mening te zijn dat het onethisch zou zijn wanneer Richard Nixon nog langer zou aanblijven. Voor deze publicatie dachten veel mensen dat Nixon het wel zou redden. Hierna geloofde zelfs het overgrote deel van zijn stafleden hier niet meer in.